# 지암 (이나바 코시의 음반)
《지암》(일본어: 志庵 시안[*])은 이나바 코시의 2번째 정규 음반이다. 2002년 10월 9일에 버밀리온 레코드에서 발매됐다. 앨범 미수록 싱글 곡은 〈먼 곳까지〉.

## 개요
앨범 타이틀 《지암》과는 이나바의 개인 정규 음반명이다. 2001년 후반부터 솔로 활동을 시작하기에 있어서, 그 때까지 그다지 사용하지 않았던 《지암》을 가동시키기 위해서 사용하기 시작한 것이 계기. 처음으로 기타에도 도전하고 있다. 전작과 같게 싱글 곡은 수록되어있지 않다.

## 수록곡
1. O.NO.RE
블루스 하프에서 시작된다. 가사에 이나바의 출신지인 오카야마 방언이 사용되고 있다.
스튜디오에서 기타를 치면서 만들었다. 편곡이란 편곡은 하지 않은 곡으로 다이너믹한 느낌을 내고 싶었다고 한다[1].
2. LOVE LETTER
가사는 이나바의 형을 향해서 쓸려고 썼다고 한다[2]. 1번째 싱글 〈먼 곳까지〉의 제작과 동시기에 만들어졌지만 싱글로는 선택되지 않았으며, 그 후 모든 것을 다시 만들어서 2번째 음반에 넣는 것으로 자리잡았다.
3. Touch
이 음반의 TV 등에서의 프로모션 활동으로 가장 많게 불린 곡이다. 발매후, 분카 방송의 《LIPS PARTY 21.jp》의 엔딩에 사용되었다.
4. TRASH
이나바가 기타를 적당히 치면서 완성한 리프에서 만들어졌다[1]. 간주는 스카이센서로 했다.
5. Overture
원래는 피아노의 반주와 노래만의 데모 음원이 꽤 전부터 존재.
6. GO
원래는 피아노의 반주와 노래만의 데모 음원이 상당히 전부터 존재한 것[3].
발매로부터 약 1개월 후, 닛폰 TV계 《명탐정 코난》 엔딩 (기간: 2002년 11월 18일 ~ 2003년 1월 20일)의 타이업이 있으며, 《THE BEST OF DETECTIVE CONAN 2: 명탐정 코난 테마곡집2》에도 수록되어 있다.
7. 패밀리 레스토랑 오전 3시(ファミレス午前3時)
처음에는 “오전 3시”가 아니라 “오전 4시”였다. 이 제목은 임시 제목이었지만 그대로 이번 제목이 되었다.
8. 그대를 부르는 소리는 바람에 휩쓸려(あなたを呼ぶ声は風にさらわれて)
9. Here I am!!
10. 불꽃(炎)
11. Sẽno de Revolution
마지막으로 제작됐다.
12. 닿을 듯이(とどきますように)
음반 제작에서 마지막으로 나온 곡[4]. 이 곡만 테라시마가 기타를 치고 있다.

## 타이업
- 닛폰 TV계 《명탐정 코난》 열여섯 번째 닫는 곡 (#5)